# John Jamieson
John Jamieson, född den 5 mars 1759 i Glasgow, död den 12 juli 1838 i Edinburgh, var en skotsk präst och språkforskare. 
Jamiesons mest betydande verk är An Etymological Dictionary of the Scottish Language (1808), till vilket sedermera fogades ett vidlyftigt Supplement (2 band, 1825); de samarbetades i upplagan av 1879–1887. Han utgav även John Barbours The Bruce och Blind Harrys The Wallace.